# NGC 4986
NGC 4986 est une galaxie spirale barrée située dans la constellation des Chiens de chasse. Sa vitesse par rapport au fond diffus cosmologique est de 5 059 ± 17 km/s, ce qui correspond à une distance de Hubble de 74,6 ± 5,2 Mpc (∼243 millions d'al). NGC 4986 a été découverte par l'astronome germano-britannique William Herschel en 1785.
La classe de luminosité de NGC 4986 est II et elle présente une large raie HI.
À ce jour, trois mesures non basées sur le décalage vers le rouge (redshift) donnent une distance de 67,933 ± 20,551 Mpc (∼222 millions d'al), ce qui est à l'intérieur des valeurs de la distance de Hubble. Notons cependant que c'est avec la valeur moyenne des mesures indépendantes, lorsqu'elles existent, que la base de données NASA/IPAC calcule le diamètre d'une galaxie et qu'en conséquence le diamètre de NGC 4986 pourrait être d'environ 36,9 kpc (∼120 000 al) si on utilisait la distance de Hubble pour le calculer.

## Groupe de NGC 4914
Selon un article publié en 1998 par Abraham Mahtessian, NGC 4986 fait partie du groupe de NGC 4914. Ce groupe comprend au moins cinq membres. Les autres galaxies du groupe sont NGC 4868, NGC 4914, NGC 4956 et IC 4189.
D'autre part, A. M. Garcia mentionne aussi l'existence de ce groupe dans un article publié en 1993, mais il n'y figure que trois galaxies, soit NGC 4846, NGC 4868 et NGC 4914.